# 라 궤라
라 궤라(La Güera)는 라스 누아디부 반도 서반부에 위치한 유령 도시이다. 모로코 장벽에서 멀리 떨어진 곳에 위치하여 사하라 아랍 민주 공화국과 모로코 모두 실효지배 하지 않고 모리타니의 순찰 하에 있다.